# NGC 4416
NGC 4416 (również PGC 40743 lub UGC 7541) – galaktyka spiralna z poprzeczką (SBc), znajdująca się w gwiazdozbiorze Panny. Odkrył ją John Herschel 11 kwietnia 1825 roku. Należy do Gromady w Pannie.